# Куртамыш
Куртамы́ш — город (с 1956 года) в Российской Федерации, административный центр Куртамышского округа (ранее Куртамышского района) Курганской области.
В рамках административно-территориального устройства Курганской области является городом окружного подчинения. В соответствии с муниципальным устройством образовывал муниципальное образование город Куртамыш со статусом городского поселения как единственный населённый пункт в его составе. Законом Курганской области от 12 мая 2021 года № 48 к 24 мая 2021 года городское поселение упразднено в связи с преобразованием муниципального района в муниципальный округ.
Расположен на реке Куртамыш, которая является притоком Тобола.

## Этимология
Город расположен на одноименной реке Куртамыш. Из топонимического словаря Евгения Михайловича Поспелова следует, что гидроним связан с тюркским антропонимом Куртамыш (сравнивается с Тохтамыш). Также возможно, что корень слова образован из тюркского курт (корт) — «червяк, извилистый», то есть Куртамыш — «извилистая [река]».

## История
В 1745 году по указу Исетской провинциальной канцелярии на эти земли пришёл крестьянин Антон Лоскутников и заложил слободу на реке Куртамыш в устье речки Хмелевки. В 1753 году была построена небольшая деревянная церковь. В 1756 году Куртамыш назначили центром только что учрежденного Куртамышского дистрикта (уезда) Исетской провинции. Туда заселили государственных крестьян, которых обязывали поставлять продовольствие «сколько по нарядам понадобится».
В 1760 году в Куртамыше расквартировали Азовский драгунский полк поскольку в регионе начались волнения крестьян, приписанных к Уральским заводам. В 1763 году монастырь, где хранилась казна, был окружен восставшими, однако драгуны сурово расправились с крестьянами.
Жители Куртамыша приняли активное участие и во время Крестьянского восстания 1773—1775 годов, так надоели им постои, доставка продовольствия, перевозка воинских команд. Азовского полка в Куртамыше уже не было, и 10 февраля 1774 года слобода восстала. Жители арестовали приказных служителей и управителя Куртамышского уезда. К пугачевскому есаулу Ивану Алферову послали гонцов, призывая его совершить совместный поход на Звериноголовскую крепость и там расправиться полковыми офицерами. Алферов согласился, к нему присоединились около 100 жителей Куртамыша, однако пугачёвское восстание было подавлено, а жителей Куртамыша наказали.
В 1801 году сгорел деревянных храм со всеми церковными документами. В 1808 году была построена каменная Петропавловская церковь. К началу XX века в Куртамыше было 585 домов, из них 35 были каменными и 51 — полукаменными.
5 июля 1956 года Куртамыш получил статус города районного подчинения.
В Куртамыше сохранился ряд деревянных и полукаменных купеческих особняков конца XIX — начала XX века. В одном из наиболее примечательных — доме братьев Шахриных — расположился районный краеведческий музей.

## Физико-географическая характеристика

### Географическое положение
| С-З | Мишкино ~ 58 км / ~ 95 км Шумиха ~ 82 км / ~ 141 км   | Юргамыш ~ 51 км / ~ 54 км Каргаполье ~ 116 км / ~ 174 км | Курган ~ 83 км / ~ 88 км Кетово ~ 76 км / ~ 97 км           | С-В |
| З   | Щучье ~ 111 км / ~ 172 км Альменево ~ 54 км / ~ 72 км | Роза ветров                                              | Половинное ~ 100 км / ~ 130 км Глядянское ~ 41 км / ~ 63 км | В   |
| Ю-З | Целинное ~ 66 км / ~ 75 км                            | Советское ~ 32 км / ~ 36 км                              | Звериноголовское ~ 57 км / ~ 71 км                          | Ю-В |

### Часовой пояс
Куртамыш находится в часовой зоне МСК+2. Смещение применяемого времени относительно UTC составляет +5:00.

## Население
| 1866    | 1892    | 1901    | 1916    | 1926    | 1939    | 1959    |
| ------- | ------- | ------- | ------- | ------- | ------- | ------- |
| 1075    | ↗1647   | ↗3745   | ↗5321   | ↗5731   | ↗8601   | ↗12 330 |
| 1967    | 1970    | 1979    | 1989    | 1992    | 1996    | 1998    |
| ↗15 000 | ↗16 340 | ↗17 191 | ↗19 155 | ↘18 900 | →18 900 | ↘18 700 |
| 2000    | 2001    | 2002    | 2003    | 2005    | 2006    | 2007    |
| →18 700 | ↘18 400 | ↘18 154 | ↗18 200 | ↘17 900 | ↘17 800 | ↗17 900 |
| 2008    | 2009    | 2010    | 2011    | 2012    | 2013    | 2014    |
| →17 900 | ↘17 836 | ↘17 099 | ↗17 105 | ↗17 112 | ↘16 951 | ↘16 925 |
| 2015    | 2016    | 2017    | 2018    | 2019    | 2020    | 2021    |
| ↘16 906 | ↘16 901 | ↘16 702 | ↘16 579 | ↘16 509 | ↘16 507 | ↘14 806 |

Население города на 2021 год — 16 330 человек. На 2022 год — 16 259. На 2023 — 14 788 человек. На 2024 — 14 723 человек.
На 1 января 2025 года по численности населения город находился на 781-м месте из 1124 городов Российской Федерации. Четвёртый по населению город Курганской области после Кургана (300 763), Шадринска (68 609) и Шумихи (16 264).

## Местное самоуправление
Куртамышская городская дума — представительный орган муниципального образования. Состоит из 15 депутатов, избираемых по одномандатным избирательным округам сроком на 5 лет.
Глава муниципального округа фактически возглавляет и город. Назначается на 5 лет. Кандидаты на должность отбираются конкурсной комиссией, которую в равных долях формируют городская дума и глава муниципального округа. В случае досрочной отставки полномочия переходят заместителю главы города. 
- Кучин Александр Анатольевич — с 2019 года заместитель главы, и. о. главы. С 1 ноября 2019 года глава города Куртамыш.
- Гвоздев Андрей Николаевич — замещает должность с 29 ноября 2019 года[36].

Администрация города — исполнительно-распорядительный орган. Формируется главой администрации города и является постоянно действующим органом местного самоуправления без установленного срока полномочий.

## Экономика
- Куртамышский Механический завод[37].
- Мукомольное производство «Мельница Кучина».
- Куртамышская швейная фабрика «ОЛДОС»[38].
- Куртамышское Молоко[39].
- ЗАО «Кормовик» (образован на базе Куртамышского комбикормового завода)[40].
- Кирпичный завод «Кирпич — Легион»[41].
- Завод керамических камней (функционировало с 1976 по 2012 год)[42].
- Хлебокомбинат.

## Транспорт
Городской общественный транспорт города Куртамыш составляют маршрутные такси, принадлежащие частному перевозчику ООО «Автобус». Подвижной состав — Mercedes-Benz Sprinter и ПАЗ-32053. До 2004 года перевозки  осуществляло муниципальное предприятие «Автоколонна-1854», имевшее в ведении автобусы ЛиАЗ-677М, ЛАЗ-695Н. Маршрутная сеть представлена тремя маршрутами. Так же для передвижения по городу и между ближайшими сёлами работает такси.
Междугородний транспорт представлен автобусами, также принадлежащим частным перевозчикам. Автовокзал находится на проспекте Конституции, 1.
Ближайшая железнодорожная станция — «Юргамыш» на линии Челябинск — Курган Южно-Уральской железной дороги, расположена в 50 км севернее в посёлке Юргамыш.

## Образование

###### Средние общеобразовательные учреждения
- МОУ СОШ № 1
- МОУ СОШ № 2
- ГБОУ «Губернаторская Куртамышская кадетская школа – интернат имени генерал-майора В. В. Усманова»

###### Средние профессиональные учреждения
- Куртамышский сельскохозяйственный техникум (филиал Курганского государственного университета)[45].
- Филиал Курганского педагогического колледжа.
- «Куртамышское специальное профессиональное учреждение закрытого типа» для детей и подростков с девиантным поведением.

## Здравоохранение
- ГБУ «Межрайонная больница № 6»[46]

## СМИ
В Куртамыше работает единственная газета — «Куртамышская нива». До закрытия 27 февраля 2014 года в городе действовала газета «Провинциальное зеркало»
В городе вещает 20 телеканалов (Первый канал и Россия-1 с региональными новостными вставками, Матч ТВ, НТВ, Пятница! и др.) и один радиоканал «Ваше радио» в FM-диапазоне 102.2.